# Max Paumen
Maximiliaan ("Max") Paumen (Maastricht, 27 juli 1938 - 's-Hertogenbosch, 26 maart 2003) was een Nederlands journalist en freelance schrijver. Als langjarig verslaggever van NRC Handelsblad voor Zuid-Nederland, genoot hij grote waardering, met name in Noord-Brabant en Limburg.

## Levensloop
Max Paumen werd geboren in een tamelijk welgesteld gezin in Wyck-Maastricht. Hij was het derde van vier kinderen van de boekhouder Peter Frans Johannes ("Frans") Paumen (1906-1982) en Marie Hubertine ("Ide") Muris (1902-1982). Het gezin woonde op nr. 102 aan de Wilhelminasingel, een deftige straat met negentiende-eeuwse herenhuizen, grenzend aan het toen armere gedeelte van Wyck. Later verhuisde het gezin in dezelfde buurt naar de negentiende-eeuwse Alexander Battalaan 16, het huis waar de grootouders hadden gewoond. Tijdens de Tweede Wereldoorlog was Frans Paumen een tijdlang om onbekende redenen gedetineerd door de Duitse Sicherheitsdienst.
De jonge Max bezocht de lagere Sint-Martinusschool van de broeders van de Onbevlekte Ontvangenis van Maria aan de Lage Barakken en daarna het Stedelijk Gymnasium aan de Helmstraat, dat hij echter niet afmaakte. Ook een studie aan de Katholieke Universiteit Nijmegen brak hij voortijdig af.
Na het voltooien van zijn schoolopleiding kwam hij in 1959 op de redactie van de provinciale krant De Nieuwe Limburger in Maastricht. Na zijn huwelijk met Ine de Plaa woonde het jonge gezin aanvankelijk in de gemeente Heer en van 1966 tot 1969 in het bij Maastricht behorende dorp Wolder, waar Max naar eigen zeggen de mooiste periode uit zijn leven beleefde.
In de jaren 1960 was Paumen tevens regionaal correspondent van zowel de Nieuwe Rotterdamsche Courant als het Algemeen Handelsblad, die in 1970 fuseerden. Van 1969 tot 1999 was hij in vaste dienst bij NRC Handelsblad, hoofdzakelijk als verslaggever van Zuid-Nederland. Vanwege de nieuwe baan verhuisde het gezin Paumen, inmiddels met drie kinderen, in 1969 naar Sint-Michielsgestel. Bij het NRC verdiepte hij zich met name in de sociaal-economische problematiek van Noord-Brabant en Limburg, zoals de ondergang van de textielindustrie, de verwikkelingen rondom DAF, de verstedelijking in Noord-Brabant, de mijnsluitingen in Limburg en de transformatie van de industriestad Maastricht.
In 1993 publiceerde Paumen een boek over de teloorgang van de mijnindustrie in verschillende delen van Europa. Twee jaar later verscheen een briefwisseling met de schrijfster Rosalie Sprooten, waarin Sprooten telkens een wandeling door Maastricht beschrijft en Paumen daarop antwoordt met zijn herinneringen aan die plaatsen. Het boek beleefde meerdere drukken en werd vertaald in het Spaans en Russisch. In 2000 verscheen zijn laatste boek, over de toen jubilerende Toneelacademie Maastricht.
In 2003 overleed Max Paumen op 64-jarige leeftijd aan de gevolgen van een ziekte.

## Eerbewijzen
Bij zijn afscheid van NRC Handelsblad ontving hij begin 1999 de Hertog Jan Prijs van de provincie Noord-Brabant. Enkele maanden eerder kreeg hij de Trichter van de gemeente Maastricht. Bij diezelfde gelegenheid gaf de krant de bundel Zuid Noord uit, met bijdragen van onder anderen Rosalie Sprooten, Maarten Huygen en Joep Biks. Een in memoriam van hoofdredacteur Folkert Jensma van het NRC memoreerde hem in 2003 als "een instituut, ook op de redactie", "het gezicht van de krant in Brabant en Limburg" en "een vriendelijke vakman, die charme en bonhomie combineerde met een scherp journalistiek verstand". Pien van der Hoeven noemde hem in haar proefschrift uit 2012 over het NRC "een van de beste verslaggevers van de krant" met "een bijzondere belangstelling voor de mens achter het nieuws" en concludeerde "Zijn ‘prachtige mensentaal’ en zijn onvermoeibaar doortikken maakte Limburg en Noord-Brabant tot oververtegenwoordigde provincies in NRC Handelsblad."